# Varietà di pesce rosso

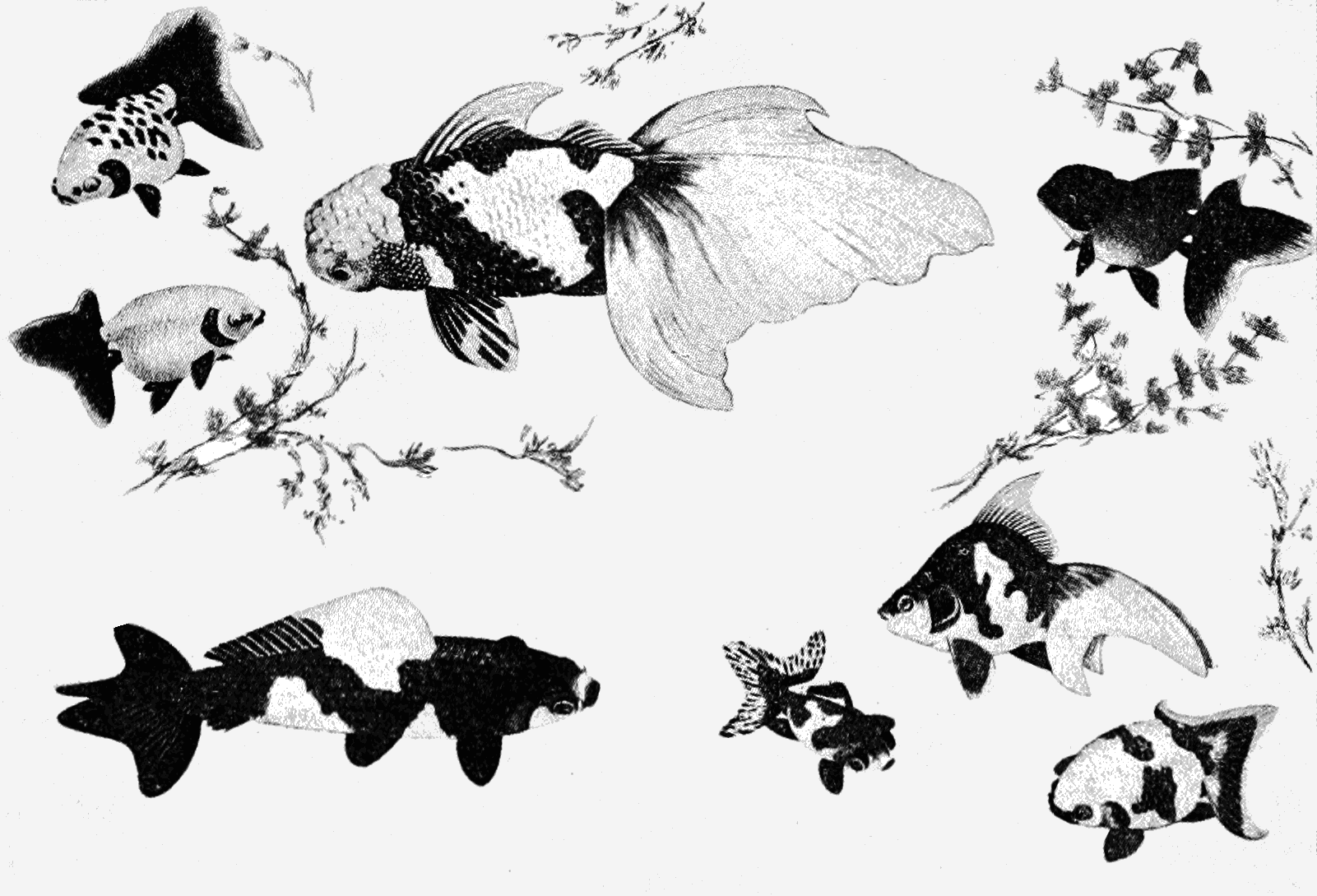
Stampa giapponese del 1905 con diverse varietà di pesce rosso

L'allevamento in acquari e laghetti del pesce rosso (Carassius auratus) in Cina risale a circa 1000 anni fa. Decenni di selezioni ed incroci mirati, se non centinaia di anni per alcune varietà, hanno portato alla creazione di numerose varietà caratterizzate da esemplari con caratteristiche genetiche ereditarie specifiche e particolari morfologie diversificate, sia nelle proporzioni del corpo che nelle dimensioni e aspetto delle pinne.

## Varietà
La seguente tabella illustra le principali caratteristiche delle varietà più conosciute.
| Nome                                                    | Descrizione | Pinna caudale o coda                                                                 | Pinna dorsale                           | Altre caratteristiche | Immagine |
| ------------------------------------------------------- | --- | ------------------------------------------------------------------------------------ | --------------------------------------- | --- | -------- |
| Bristol Shubunkin                                       | Corpo tozzo con colorazione screziata | Di colori stravaganti e con lobi arrotondati                                         | Presente                                | Muso rosso |          |
| Bubble eye o Carassio occhi a bolla d'acqua             | Corpo tozzo, occhi estroflessi verso l'alto con sacche piene di liquido | Bilobata, lunga o corta                                                              | Assente                                 | Varietà di livree |          |
| Celestial, Celestiale o Piagnone                        | Corpo tozzo, dorso leggermente incurvato, ventre prominente, occhi rivolti verso l'alto su escrescenze carnose | Bilobata, lunga o corta                                                              | Assente                                 | Presenti più varietà |          |
| Cometa                                                  | Corpo allungato con contorni dorsali e ventrali uniformemente curvati e con lunghe pinne. Non è così gonfio come il pesce rosso comune. Stretto peduncolo caudale | Profondamente forcuta, lunga quanto il corpo                                         | Presente, triangolare e sviluppata      | Più varietà di colore |          |
| Cometa Dorato e Bianco o Cometa dorato (o metallizzato) | Corpo dorato metallizzato con bordi anteriori delle pinne più scuri | Pinna caudale con lobi chiari                                                        | Presente con parte anteriore più scura  | Particolarmente prominente la bocca terminale |          |
| Cometa Incolore                                         | Corpo allungato | Pinna caudale profondamente biforcuta                                                | Presente                                | Livrea argento metallizzata priva di colori |          |
| Cometa Sarasa (o Cappello Rosso)                        | Corpo allungato che ha come colore base il bianco o l'argento | Con il peduncolo caudale stretto                                                     | Presente                                | Tipico "cappello" rosso |          |
| Cometa Shubunkin                                        | Corpo allungato, pinne molto lunghe ma non doppie. Colorazione a macchie nere, rosse, porpora, blu e giallastre su sfondo bianco | Molto allungata e biforcuta                                                          | Presente                                | Colorazione variabile anche sulle pinne |          |
| Demekin, Black moor Giapponese od "Occhi di drago"      | Corpo tozzo, dorso alto e ventre prominente. Occhi telescopici | Bilobata, lunga                                                                      | Triangolare, alta                       | Colorazione che può essere nera (Black moor), dorata, arancio e nera o panda                                                                                 |          |
| Fantail o Orifiamma a coda doppia o Oranda calico       | Da alcuni considerato una varietà di Ryukin, ha corpo tozzo, il dorso è meno alto, con pinne ventrali ben sviluppate | La coda lunga e doppia può essere alta quanto il corpo oppure nastriforme e vaporosa | Alta e allungata                        | La colorazione è molto variabile |          |
| Jikin o Coda di pavone                                  | Corpo simile alla forma selvatica, un po' più tozzo. Pinne corte. | Coda bilobata corta, vista da dietro forma una X                                     | Corta                                   | Colorazione tipica bianco argenteo con pinne e labbra rosso-arancio.                                                                                         |          |
| London Shubunkin                                        | Stessa forma del carassio dorato, ma è variopinta e non ha scaglie metallizzate, pinne profondamente biforcute | Priva di mutazioni artificiali                                                       | Presente e con base discretamente lunga | Più varietà |          |
| Moor o Black moor                                       | Il corpo è tozzo, gli occhi possono essere sia telescopici che normali | Rivolta verso il basso, formata da più pieghe                                        | Alta                                    | Colorazione sempre nera (da cui il nome) |          |
| Ninfa                                                   | Corpo tozzo, pinne singole | Singola e chiara                                                                     | Presente, alta                          | Colorazione di solito metallizzata |          |
| Oranda                                                  | Corpo tozzo, pinne lunghe e testa simile al Ranchu | Bilobata, lunga                                                                      | Alta e lunga                            | Grande varietà di livree |          |
| Oranda bianco testa rossa od Oranda Cappuccetto Rosso   | Corpo tozzo, di colorazione bianca | Bilobata, lunga                                                                      | Alta                                    | Il bianco deve essere uniforme, senza macchie di altri colori; sulla testa sono presenti escrescenze rosse. Le pinne sono bianche e la pinna anale è doppia. |          |
| Orifiamma Coda a Velo                                   | Corpo abbastanza tozzo, occhi sia telescopici che normali | Doppia, a forma di velo e con peduncolo breve                                        | Alta                                    | Grande varietà di livree |          |
| Pearlscale o Scaglie Perlacee                           | Corpo tozzo (egg-shape), squame ricche di calcio, perlacee | Bilobata, tondeggiante oppure più lineare                                            | Alta e allungata                        | Varietà di livree |          |
| Pompon                                                  | Non è una varietà a sé stante, ma una caratteristica fisica ben definita: narici molto sviluppate che formano un'escrescenza carnosa sul muso | Bilobata o semplice, lunga o corta                                                   | Assente o presente                      | Il pompon è una caratteristica che può associarsi a qualunque varietà                                                                                        |          |
| Ranchu o Testa di Leone                                 | Corpo tozzo, ventre prominente, peduncolo caudale corto e verso il basso | Bilobata, corta                                                                      | Assente                                 | Escrescenze carnose sulla testa |          |
| Ryukin                                                  | Corpo tozzo, dorso alto e incurvato | Bilobata, lunga oppure corta                                                         | Alta e allungata                        | Grandi varietà di livree |          |
| Sarasa                                                  | Non è una varietà, il nome indica una caratteristica colorazione bianca a chiazze rosse, ottenuta nella varietà Cometa per imitare la colorazione di una varietà di carpa koi | Varia                                                                                | Varia                                   | Quasi tutte le varietà possono presentare una colorazione Sarasa                                                                                             |          |
| Shubunkin                                               | Corpo tozzo e arrotondato simile al carassio dorato ma rispetto a quest'ultimo leggermente più corto La colorazione Shubunkin può essere presente con altre forme in relazione alla varietà od alla conformazione delle scaglie: le varietà tendono ad essere nere, rosse, porpora, blu e marrone sotto le scaglie madreperlacee od opache | lobi pronunciati, arrotondati e non abbassati                                        | Presente, arrotondata                   | Più varietà |          |
| Shukin                                                  | Nato dall'incrocio tra Oranda e Ranchu | Bilobata, lunga                                                                      | Assente                                 | Grande varietà di livree |          |
| Testa di Leone Rosso e Bianco                           | Corpo tozzo, ventre prominente, peduncolo caudale corto e verso il basso, colorazione bianca e rossa | Bilobata, corta                                                                      | Assente                                 | escrescenze sulla testa non molto prominenti ma diffuse |          |
| Tosakin                                                 | Derivato dal Ryukin, ha corpo egg-shape e coda enormemente sviluppata, tanto da impedire tanti movimenti e perfino l'accoppiamneto. La riproduzione avviene solamente in vitro | Bilobata, molto ampia e vaporosa                                                     | Presente                                | Vedi Ryukin |          |
| Veiltail                                                | Simile al Ryukin, ma il profilo dorsale non è così alto | Bilobata e lunga, leggera                                                            | Alta e lunga                            | Sono concesse solo alcune varietà di colorazione |          |
| Wakin                                                   | Forma simile al Carassius auratus selvatico, robusto e allungato | Bilobata, corta                                                                      | Trapezoidale, allungata                 | Sfumature metalliche. Visto dall'alto sembra una carpa koi                                                                                                   |          |
| Watonai                                                 | Nato dall'incrocio tra Wakin e Ryukin | Biforcata, a V, lunga, fluente                                                       | Presente                                | Grande varietà di livree |          |